# ターザン・シリーズの登場人物と用語
ターザン・シリーズの登場人物と用語（ターザン・シリーズのとうじょうじんぶつとようご）では、小説『ターザン・シリーズ』に登場する架空の人物、種族、国家や地域、一部の用語について説明する。

## ターザンと関係者、オパル人
ターザンの家族（グレイストーク家）とジェーンの家族（ポーター家）、及びその友人や、繰り返し登場するキャラクターなど。

### ターザン
本名はグレイストーク卿ジョン・クレイトン。イギリス貴族のグレイストーク卿ジョン・クレイトンの息子で、命名される前に両親が死亡したため、父の名を受け継いだ。生年は1888年、もしくは1889年。
幼少期にアフリカのジャングルで両親を失い、雌の類人猿カラによって育てられた。成人する頃には超人的な戦士に成長し、ナイフ（とロープ）だけでライオンを仕留めている。好物は生肉で、文明化してからもその嗜好は変わらない。
父の残した絵本、書物によって英語（活字体）を覚えたが、会話はできなかった。最初に覚えた口語はフランス語（最初に言葉を教わったのが、フランス海軍のポール・ダルノー中尉だったため。なお、ダルノーからは剣技も習得した）。以後、ラテン語、アラビア語、ドイツ語の他、スワヒリ語などアフリカ原住民の方言なども習得する。
文明より野性を好み、アフリカの領地で生活しており、その中心にグレイストーク農場（あるいはグレイストーク・バンガロー）と呼ばれる住居を構えている。配下に黒人部族のワジリ族がいる。また、アフリカにはアトランティス文明の植民地に末裔のオパル人が住んでおり、ターザンはそこに秘匿された財宝を何度か取りに行っており、それがターザンの財源となっている。2巻に跨る冒険の末、ジェーン・ポーターと結婚するが、冒険に繰り出す事はやめなかった。しかし、『石器時代から来た男』では、引退後の姿が見られる。
第10巻『ターザンと蟻人間』（1924年）までは家族が登場していたが、それ以降は影が薄い。『ターザンと黄金都市』（1932年）では、投獄された際、自由に思いを馳せ、カラ、タントル（象）、ジャド・バル・ジャとザ、ンキマを連想したが、肉親や人間の友人については一顧だにしていない。

#### ターザンの変名
ターザンは必要に応じ、以下の変名を使い分けている。また、他人から付けられた異名も紹介する。
ジャン・C・ターザン
第2巻にて。グレイストーク卿を名乗れない段階で使用（J・C・ターザン、J・C・Tとも）。
ジョン・コールドウェル
第2巻の中盤にて。フランス政府のスパイとして活動している際、上記の名前以外を使う必要があり、使用。
ワジリ
第2巻後半にて。ワジリ族の前酋長が戦死し、ターザンが後継者に指名された際、名前も世襲した（ただし、第2巻のみの使用に留まる）。
ビッグ・ブワナ
第4巻『ターザンの逆襲』にて。本来は、部下のワジリ族が「大旦那さま」と呼びかけたものだが、拾われたばかりのメリーム（第4巻のヒロイン）が聞きつけ、以後もその名称で彼を呼んだ（本文中でも使用。彼の名前を読者に伏せる効果がある）。
ムナンゴ・キーワチ
第5巻『ターザンとアトランティスの秘宝』にて。ムボンガ族がターザンにつけていた呼び名。偶然助けたまじない師から明かされた。「森の神ムナンゴ・キーワチ」とも呼んでいた。
ターザン・ジャド・グル
第8巻『恐怖王ターザン』にて。パル・ウル・ドンの言語で「恐ろしい男ターザン」、もしくは「恐怖の王者ターザン」の意味。
ジャド・ベン・オソー
第8巻にて。本来はパル・ウル・ドンの神の息子の名前。ターザンが一計を案じ、その名を騙った。
ズアンスロル
第10巻にて。ミヌニ人の言語で「巨人」の意味。彼らは身長50センチほどで、ターザンがその4倍程度のため、そのあだ名がついた。縮小され、捕虜となった際は喋れないふりをしたので、そのままズアンスロルと呼ばれ続けた。
バスモア卿
『ターザンと呪われた森』にて。悪漢一味の目を掻い潜る際に使用。

#### ターザンのニセモノ、ソックリさん
ニセモノとソックリさんは、その組み合わせで以下の3パターンが存在する。
1. 顔も体格もソックリなニセモノ（ターザンを偽称）。
2. 顔も体格もソックリだが、別人であることを明確にしている。
3. 顔は似ていないが体格は似ており、ターザンを偽称している。

エステバン・ミランダ
第9巻『ターザンと黄金の獅子』に登場。1．に該当。
容貌に目をつけられ、ニセモノとしてスカウトされた。職業は俳優（端役）。
スタンレー・オブロスキ
『ターザンとライオン・マン』に登場。2．に該当。
似ていたのは偶然。職業は駆け出しの俳優だが、主役（野生児役）に抜擢されている。以前の経歴は、マラソンの世界チャンピオン。
むしろ、本作ではターザンがオブロスキになりすましている（周囲の誤解を解こうとしなかったため）。
ターザンだと思い込んでいる男
『ターザンと狂人』に登場。3．に該当。

### ターザンの家庭
ターザンの妻と息子夫婦、孫。
ジェーン・ポーター（ジェーン・クレイトン）
アメリカ人。第1巻のヒロインで、第2巻の最後でターザンと結ばれた。第10巻までのうち、登場しないのは第6巻のみ（ジェーンと出会う前のエピソードのため）。他に、外伝的作品『石器時代から来た男』にも登場。
ヒロインを務めるのは、第1巻~第3巻、第5巻、第8巻、第9巻。
第4巻では、メリームからは「マイ・ディア」と呼ばれている（ターザンがジェーンに「マイ・ディア」と呼びかけたため）。
当初は勝気ながらも、ジャングルの生活知識はなかった。第7巻『野獣王ターザン』では死亡したと思われたが、終盤で生存が確認された。第8巻では異境パル・ウル・ドンで虜囚となっており、ジャングルでの自活が可能なほど適応している。
第9巻では、ターザンを「ジョン」と呼んでいる。第10巻以来、久しぶりに『ターザンと女戦士』（1936年～1937年）で登場した際は「妻」としか表現されておらず、また極めて短い出番しかなかった。
ジャック・クレイトン（コラク）
ターザンとジェーンの息子。『石器時代から来た男』第1部で初登場。赤ん坊時代の第3巻『ターザンの凱歌』では、誘拐の憂き目に会う。
父親譲りの気性で、第4巻では主役を務める。第8巻では、両親を救うため、単身パル・ウル・ドンへ乗り込んだ。第9巻、第10巻にも登場するが、留守番役に留まる。
コラクとは、類人猿の言葉で「殺し屋（キラー）」を意味する。彼に敬意を表し、類人猿アクートが名づけた（ジャックという名前にアクートが馴染めなかったためでもある）。
メリーム
第4巻のヒロイン。冒険の末、ジャックと結ばれる。
アラブ人の族長の娘（実際は養女）として虐待されて育ったが、本来はフランス王家に繋がる血統（本名はジャンヌ・ジャコー）で、7歳の時に族長に誘拐されていた（彼女の実の父が、凶悪犯のアラブ人、アキム・ベン・ホーディンを逮捕し、裁判の結果、死刑となったため、その復讐として誘拐・虐待されていた。アキムは族長の実弟）。なお、第4巻の開始は、その3年後に設定されている。
族長の手からコラク（ジャック）に救われ、彼とアクートとの3人でジャングル生活を一年送った後、誘拐を経てビッグ・ブワナとマイ・ディアの夫婦に育てられる。愛情に飢えていたため、手作りの不恰好な人形（ジーカ）に愛情を注いでいた。
再登場は第10巻。名前だけは第9巻にも登場。
コラクとメリームの息子
第10巻に登場。名前は不明。

### ターザン一家の家系、友人、関係者
グレイストーク卿ジョン・クレイトン（先代）
ターザンの父親。イギリス貴族。
アリス・ラザフォード
ターザンの母親。結婚時は10代で、死亡時でも最大で20歳。
カラ
創元版ではカーラ。ターザンの養母で類人猿。ムボンガ族のクロンガの毒矢に倒れる。
エスメラルダ
大柄な黒人女性。ポーター家の家政婦で、ジェーンにとっては母親代わりだった。ジェーンの結婚後は、グレイストーク家の家政婦となる。第3巻まで登場（『石器時代から来た男』にも登場）。
ジャックも彼女の腕に抱かれて育った。第3巻で彼が誘拐された時は、休暇でアメリカに帰っていたが、イギリスに戻った後、彼女主導でジャック誘拐を解決に導いている。
アーキミーディズ・Q・ポーター
ジェーンの父。研究熱心な教授だが、現実が目に入らない傾向がある。ダルノーによると、かなりの高齢。第1巻から第2巻まで登場。第9巻ではロンドンに住んでいることが明らかとなるが、直接は登場しない。
サミュエル・T・フィランダー
ポーター教授の助手で古い友人。第1巻から第2巻まで登場。ポーター教授同様、高齢。
ヘイゼル・ストロング
ジェーンの幼なじみ。姉妹のように仲が良い。実際の登場は第2巻のみだが、名前は第1巻に登場している（彼女あての手紙を、ターザンが盗み読むシーンがある）。
第2巻では、ジョン・コールドウェルと名乗っている時期のターザンと知り合い、それとは気づかずジェーンの消息などを伝えた。テニングトン卿と結婚し、ターザン・ジェーンと合同結婚式を挙げる。
ポール・ダルノー
フランス人。第1巻でジェーン捜索に出て、ムボンガ族に捕らえられたところをターザンに救われ、以後友人となる。第2巻の段階で、少なくとも、常人の20倍の財産を持っていることが判明。
第1巻から第3巻までは、海軍中尉として登場。第4巻ラスト（前巻から10数年が経過）では提督に出世している模様だが、こちらには実際の登場シーンはない（階級はアルマン・ジャコー将軍の言によるもの）。第10巻では、かつて剣の手ほどきをターザンにしていたことが判明する（直接は登場しない）。
『ターザンと禁じられた都』（1938年）では海軍大尉として登場。ゲスト・ヒーローとして活躍し、ゲスト・ヒロインと恋の花を咲かせた（加齢は感じさせない描写だった）。
ヴィクトリア・カスター
『石器時代から来た男』のヒロイン。兄のバーニーと共に、グレーストーク卿の客となった。
バーニー・カスター
ヴィクトリアの兄。『ルータ王国の危機』では主人公を務める。
バッツォー
バーニーの友人。ルータ王国の軍人（中尉）。
アルマン・ジャコー
第4巻に登場。メリーム（ジャンヌ・ジャコー）の実の父で、フランス人。当初はフランス外人部隊の大尉として登場、ラストでは将軍に昇進している（10数年が経過している）。実はプリンス・ド・カルドネだが、フランスが共和国であるため、その称号を名乗ろうとはしない。しかし、娘のことは「生まれながらのプリンセス」と形容した。
娘の失踪後、莫大な賞金を賭け、その消息を追っていた。「アフリカに詳しい人物」として、ダルノー提督がターザンを推薦したため、グレイストーク邸に出向いた。
妻の名は不明。ジャンヌ失踪時は生存していたが、彼と娘が再会した時に存命かどうかは明言されていない。

### ワジリ族と関係者
第2巻より登場（『石器時代から来た男』にも登場）。勇敢な黒人の部族で、ターザンを盟友として受け入れた。後にターザンを酋長の後継者に指名、彼の忠実な部下となった。リチャード・A・ルポフによると、「黒人のヒーロー」、「ターザンの義兄弟」。
ブスリ
第2巻、第5巻に登場。ワジリ族の戦士の中で、最初に登場した男性。
第5巻では酋長に出世しており、オパルへ同行した。
ワジリ
第2巻に登場。当代のワジリ族の老酋長。酋長は名前を世襲することがあるが、必ずしも世襲するとは限らない（ワジリが若い頃の酋長はチョワンビという名で、彼の父親）。
ワジリの戦死後、ターザンが後継者に指名され、その名も受け継いだ（ただし、ターザンが使用したのは第2巻のみ）。酋長の地位は、その後ブスリ、ムヴィロが継いでいる。
ムガンビ
第3巻、第5巻に登場。本来はワジリ族ではないが、彼らに迎えられ、指揮者として認められている。
第3巻では準主役級の存在で、黒人のワガンビ族の酋長。誤解から、ターザンとアクート率いる類人猿と交戦し、部下を全滅させられた。以後、アクートと共に類人猿とシェエタ（豹）を統率し、ターザンのサポートを行う。最後にはモースラ族の女性（氏名不明）と結婚し、ターザンの領地（ワジリ族の土地）に住居を与えられた。
第5巻でも、ほぼ準主役級の存在で、ジェーンの護衛役。ターザンの留守中にグレイストーク農場（グレイストーク・バンガロー）を襲撃され、留守部隊は彼を残して全滅、ジェーンも拉致されていた。奇跡的に助かった彼は、ジェーン奪回と復讐に立ち上がった。
モースラ族の女性
第3巻に登場。氏名不詳。部族から逃げ、偶然、ムガンビらのカヌーで眠り込んでいた。以後、その縁で行動を共にする。準ヒロイン級の存在ともいえるが、氏名すら明かされていない。最後にはムガンビの妻となった。
その後の消息は不明（農場は、第5巻と第7巻で襲撃され、破壊されている。戦士は殺され、生き残った女子供は誘拐などの憂き目にあった）。
ムヴィリ
第4巻に登場。下記ムヴィロの表記ゆれかどうか不明（作品としては第4作だが、ハヤカワ版の邦訳順では22巻目。長谷川甲二の翻訳としては5巻目）。
ムヴィロ(1)
第9巻に登場。便宜上、ナンバーを振る。
高齢らしく、「老ムヴィロ」と表記されている。ターザンとコラクがジェーン捜索に出ている間、ワジリを指揮して農場の再建に当たっていた。ターザンらの帰還を期待しつつも、その望みが叶わない可能性も理解しており、再会時には非常に喜んでいた。
ワジンブ
第7巻に登場。老ムヴィロの息子。
ドイツ軍の奇襲（というよりもだまし討ち）により、グレイストーク夫人を守って戦死。
ウスラ
第9巻に登場。ワジリの戦士の指揮官で、英語が話せる。
キーワジ
第9巻に登場。ターザンの留守中にジャド・バル・ジャを逃がしてしまう。
ムヴィロ(2)
『ターザンの双生児』（前半部分の"The Tarzan Twins"）、『ターザンと失われた帝国』、『地底世界のターザン』（創元版は『ターザンの世界ペルシダー』）などに登場。ペルシダーでは、ワジリの指揮官として9人の部下を率いた。中期から後期にかけて酋長を務める。
前述の老ムヴィロ（ムヴィロ(1)）と同一人物とは思えないので、区別した。

### オパル人
オパル
第2巻より登場。創元版ではオパール。女性神官（司祭長）ラーの君臨する国家。太陽神を崇拝し、生贄を捧げる風習が残っている。アトランティスの植民地であったが、1万年の間に文明は衰退している。
類人猿との婚姻により、男性は退化し、類人猿の要素（長い腕、短いガニまたの足、狭い額、毛深い身体、など）が大きく出ている（原人への退化）。女性は美しい外見を保っているが、類人猿の言語を解する。
莫大な黄金が蓄積されており、ターザンの財力の根源となっている。『無敵王ターザン』では共産主義者の革命家にも狙われた。付近の原住民には、幽霊、悪霊の類が住む場所として、非常に恐れられている。最初はワジリ族でさえ浮き足立った。
『ターザンの双生児』の後半(Tarzan and The Tarzan Twins with jad-bal-ja the Golden Lion)では、グルムら20人の逃亡者が、ドイツ人の少女グレートヘンをクラー（「新しいラー」という意味）と名づけ、自分たちの司祭長に頂こうとした。
ラー
オパル（アトランティスの植民地）に住む司祭長にして女王。非常に美しい。ターザンに恋心を抱いている。
第2巻、第5巻、第9巻の他、『無敵王ターザン』にも登場。
カジ
第5巻、第9巻に登場。オパルの司祭長代理（男性）。従来のしきたりでは、女王の婿となる可能性が最も高く、恋敵であるターザンをひどく憎んでいる。
第9巻では、オアーという女性司祭と共に反乱を計画した。一旦はラーを追放したものの、人望がなく、またターザンの協力でラーが帰還したため、最後はジャド・バル・ジャに殺された。
- グルム、ウルプについてはターザンの双生児を参照。

### 動物のパートナー
ジャド・バル・ジャ
第9巻から登場。ターザンに育てられたライオン。たてがみは黒い。
パル・ウル・ドンからの帰りにターザンに拾われたため、その言語で「黄金のライオン」と名付けられた。『無敵王ターザン』、"Tarzan and The Tarzan Twins with jad-bal-ja the Golden Lion"（『ターザンの双生児』に収録。後半部分に当たる）などにも登場する。
ザ
雌犬。子供を失ったばかりの時期に、ジャド・バル・ジャの養母となる。意味は「女」（マンガニの言語で）。第9巻のみ登場するが、『ターザンと黄金都市』でジャド・バル・ジャのついでに回想される。
ンキマ
小猿。『ターザンと失われた帝国』、『無敵王ターザン』などに登場。『ターザンと黄金都市』では名前のみ登場。
騒々しい性格で臆病だが、連絡係として役に立つこともある。
この他、象の味方が複数の作品で登場するが、名前を持つ個体はおらず、タントル（類人猿の言語で象を意味する）としか呼ばれていない。

## ゲスト・キャラクター、種族、国家、用語など
本シリーズには、実在の国家・民族の他に、架空の国家・種族も登場する。以下、特に説明がない限り、アフリカ大陸か、もしくはその近辺の海域に存在している。
ゲスト・キャラクターや用語の記載は作品単位とし、順番は、ほぼハヤカワ文庫版（ターザン・シリーズ#ハヤカワ文庫版）に準じるが、発表年を重視する。具体的には、
1. 『ターザンと呪われた密林』と『勝利者ターザン』の順番を発表年順に（『勝利者ターザン』を最後に）。
2. "The Tarzan Twins"と"Tarzan and The Tarzan Twins with jad-bal-ja the Golden Lion"を『ターザンの双生児』にまとめる。

とする。
なお、第10巻までは、時間経過が比較的ハッキリしているため、節名を巻数で示す。以後はタイトルで示し、概略も記す。第10巻までの概要はターザン・シリーズ#シリーズの変遷を参照。『石器時代から来た男』についてはリンク先を参照。

### 第1巻
『類猿人ターザン』（創元版は『ターザン』）
ブラック・ミッチェル
創元版ではブラック・マイケル。小型帆船フワルダ号の水夫。前科者と思われる。反乱の主導者だが義に厚く、グレイストーク卿に救われたことに恩義を感じ、夫妻を助命した。
以後の消息は不明だが、フワルダ号は沈没した模様（セントヘレナ島に漂着物が流れ着いている）。
類人猿（マンガニ）
第1巻より登場。ターザンの育ったカーチャクの部族の他、複数の巻で様々な部族が登場する。
類人猿(Ape)とされているが、猿人に近い。
ディズニーアニメ版などの二次作品では「ゴリラ」とされていることもあるが、原作ではゴリラ（ボルガニ）と別種であると明言されており、ゴリラとは不倶戴天の敵対関係にある。（ただしターコズがジェーンをさらった際、ポーター教授一行にはゴリラと誤認された。）
カーチャク
カラとターザンの所属する類人猿のボス。成長したターザンと決闘し、敗北死した。
ターコズ
カーチャクの息子。実力はあるものの、性格が陰険。ターザンが去った後、ボスに収まったが、性格が災いし、群れを追放されている。
チュブラット
創元版ではタブラット。ターザンの養父の類人猿で、ターザンを憎んでいる。発狂してカラに襲い掛かったため、ターザンに殺された。
ムボンガ族
第1巻、第6巻『ターザンの密林物語』に登場。黒人の部族で人食い人種。コンゴ自由国で象牙とゴムの収奪に白人たちにこき使われ、反乱を起こすが増援部隊に敗れ、黒人たちもほとんど訪れたことのないカーチャクの部族の近くに逃亡してきたため、カーチャク達を含む森の野生動物の安全が脅かされた。
クロンガ
ムボンガ族の戦士。カラを毒矢で射殺した。ターザンに仇を討たれている。酋長の息子だった。
レオポルド2世
実在人物。本編中に本人は出てこないが、ムボンガ族がカーチャクの部族が住む森にやってくる原因並びに白人たちへの憎しみを作った人物として「大偽善者」として名前が出てくる。（創元版P276）。
スナイプズ
ネズミのような顔をしている、アロー号の反乱水夫の一員。卑劣漢で、反乱の首謀者であるキングを、背中から射殺している。
性格が災いし、仲間に殺された。
ロバート・キャンラー
アメリカ人。ポーター教授の冒険に出資しており、見返りとしてジェーンに結婚を迫っていた。
ウィリアム・セシル・クレイトン
第1巻、第2巻に登場。ターザンの従兄弟。父の弟の息子に当たる。グレイストーク卿の失踪後、彼の父が爵位を受け継ぎ、その死後は彼が受け継いだ。
ジェーンに恋愛感情を抱き、第1巻のラストでプロポーズし、受け入れられているが、第2巻で破棄された。その後、熱病にかかり死亡。
第1巻ではポーター教授やジェーンを守ろうとする紳士的な面もあったが、第2巻冒頭でターザンが伯父の息子（自分より優先的な爵位継承者）と知って疑心暗鬼になり、第2巻ではターザンを意図的に見殺しにしてしまう。最後に熱病で弱った際にそのことについてターザンに謝罪して和解し死去。
- ターザンの両親やジェーンの関係者、ポール・ダルノーについてはターザン一家の家系、友人、関係者を参照。

### 第2巻
『ターザンの復讐』（創元版は『ターザンの帰還』）
オルガ・ド・クード
ロシア貴族出身の女性で、20歳。フランス貴族のド・クード伯爵に嫁いだ。
夫が40歳であり、年齢差ゆえに打ち解け切れない部分がある。客船でターザンを見かけ、その後ピンチを救われたことで交際を開始する。
後述のニコラス・ロコフは実の兄であるが、兄妹の心情（善悪）は著しくかけ離れている。
美人であり、肉体的な魅力も備えている。事実上、第2巻前半部分のヒロインといえる。
ラウル・ド・クード伯爵
フランス貴族。政府の要職にもあり、機密情報を扱っている。そのため、ロコフの卑劣な策略に乗せられそうになったが、ターザンに救われる。以後、ターザンと交友関係を持つ。
後に夫婦でターザンと交際をするも、更なるロコフの姦計でターザンと決闘することになる。ターザンが反撃せず、夫人の潔白を証言したため、以後は親交を深めている。
ターザンが仕事を探していると知ると、フランス政府のスパイに推薦した。
ニコラス・ロコフ
元ロシア貴族。スパイ行為も行う。犯罪者で卑劣漢。主に頭脳労働を担当する。第3巻まで登場。
アレックス・パウルヴィッチ
ロシア人でロコフの相棒。ロコフ同様卑劣。主に肉体労働を担当するが、第3巻では彼を出し抜こうと、誘拐したジャックをすりかえた。
第4巻では、10年に渡るアフリカでの悲惨な生活で容貌が一遍し、外見的には著しく老化している。マイケル・サバロフという偽名を使用し、正体を隠していた。
カドゥル・ベン・サディン
創元版ではカドゥール・ベン・サデン。アラブ人の族長。
勇敢で高潔な部族であり、ターザンは仲間入りを望んだ（フランス政府の密命を優先し、退去した）。
シディ・エッサの踊り子
ターザンが親切にし、紳士的に振舞ったので、罠を教えた。
実はカドゥル・ベン・サディンの娘で、誘拐されていた。ターザンにより父親と再会する。ターザンにとっては妹のような存在。
- ジェーンの関係者とポール・ダルノーについてはターザン一家の家系、友人、関係者を参照。
- ウィリアム・セシル・クレイトンについては第1巻を参照。
- ブスリ、ワジリ族についてはワジリ族と関係者を参照。
- ラーについてはオパル人を参照。

### 第3巻
『ターザンの凱歌』
ジャングル島
アフリカ近海にある無人島。アクートらの類人猿の一族が生息している。第4巻『ターザンの逆襲』にも登場。
アクート
第3巻、第4巻に登場。ジャングル島に住む類人猿だが、非常に頭が良い。第3巻では、ターザンの片腕として、部下の類人猿を統率している。
第4巻ではアイアスと名づけられてイギリスに渡り、ターザンと再会。ジャック少年とアフリカに脱出し、以後はパートナーとなった（当初は保護者）。
シェエタ
本来の意味は豹。ジャングル島で大木の下敷きになっていた豹で、ターザンに救われてパートナーとなった。
スヴェン・アンデルセン
スウェーデン人で、キンケード号のコック（ロコフの配下）。一時的ながら、ジェーンと赤ん坊を救うため、準主役級の活躍を見せる。
- ジャックについてはターザンの家庭を参照。
- ニコラス・ロコフとアレックス・パウルヴィッチについては第2巻を参照。
- ムガンビ、モースラ族の女性についてはワジリ族と関係者を参照。
- エスメラルダについてはターザン一家の家系、友人、関係者を参照。

### 第4巻
『ターザンの逆襲』
アモル・ベン・ハトゥール
アラブ人の族長（シエイク）。実弟アキム・ベン・ホーディンの助命のため、フランス人アルマン・ジャコー大尉を買収しようとしたが、失敗。復讐として一人娘を誘拐し、虐待していた。
カール・ジャンセン
スウェーデン人。賞金目当てに、マルビンと組んでアフリカでジャンヌ・ジャコーを捜し求めているうちに、無法な略奪者と化した。一旦はメリーム（ジャンヌ）を捕獲するが、仲間割れで殺されてしまう。
マルビンとは違って賞金目当ての姿勢を崩さす、「より良い状態で帰した方が、高い報酬を得られる」という打算から、マルビンの魔手からメリームを保護していた。
スヴェン・マルビン
カール・ジャンセンの相棒のスウェーデン人。賞金目当てだったが、メリームの美貌に目が眩み、襲い掛かった末、仲間割れでジャンセンを殺してしまう。
メリームに1度、逃げられたあとも、変装しハンソンと名を変えて、最後まで彼女を追い回していた。
モリソン・ベインズ
イギリス人の青年で、かなりの資産家。ビッグ・ブワナの客の一人として登場。当初はメリームに恋慕していたが、彼女の野蛮な前半生を知ると囲い者にする方針に転向。ビッグ・ブワナに下心を見抜かれ、遠回しに追放を宣言されたが、ハンソンと協力して目的を果たそうとする。
ハンソンの誘拐の囮にされたことに気がつくと、自分の本性の卑しさを自覚し、その償いをすべく一命をかけてハンソンを追跡し、戦闘した。
本文中では「モリソン閣下」と繰り返し書かれ、揶揄されている。
- ジャック（コラク）、メリームについてはターザンの家庭を参照。
- アレックス・パウルヴィッチ（マイケル・サバロフ）については第2巻を参照。
- アクートについては第3巻を参照。
- アルマン・ジャコーについてはターザン一家の家系、友人、関係者を参照。
- ムヴィリ、ワジリ族についてはワジリ族と関係者を参照。

### 第5巻
『ターザンとアトランティスの秘宝』
アルベール・ウェルペル
ベルギー人の中尉。瞬間的な狂気に陥り、上官を射殺したため、軍から逃亡。
逃亡中にゼックの一味に捕らえられ、利害が一致したため協力者となる。グレイストーク農場襲撃のため、スパイとして潜り込み、オパルへも追跡した。
アクメット・ゼック
アラブ人で、盗賊団の首領。冷酷で欲深い性格。
チュルク
若く逞しい類人猿。好奇心からターザンに協力した。
タブラット
高齢の類人猿。ジェーンに対する欲望から、ターザンに協力した。
- ラー、カジについてはオパル人を参照。
- ムガンビ、ブスリ、ワジリ族についてはワジリ族と関係者を参照。

### 第6巻
『ターザンの密林物語』。ターザンが白人（ジェーン）と出会う前の短編集であり、登場人物は類人猿と黒人のみ。
ティーカ
ターザンの幼なじみの類人猿で、初恋の相手。
後にタウグと結ばれ、ガザンという息子を持つ。
タウグ
ターザンの幼なじみの類人猿で、親友。
ムボンガ
黒人でムボンガ族の族長。第1巻にも登場した。
ラバ・ケガ
ムボンガ族のまじない師。インチキではあるが、迷信深いムボンガ族には恐れられており、富と権力を族長と分かち合っている。
ティポ
ムボンガ族の少年。ガザンを見ているうちに子供の欲しくなったターザンが、無理やり養子にした。
モマヤ
ティポの母親。出身部族から略奪婚でムボンガ族に入った。ティポに深い愛情を注いでいる。
ブカワイ
人里離れた場所に、2頭のハイエナと住むまじない師。非常に強力、と恐れられている。ラバ・ケガの商売敵。
病身で顔がただれ、崩れている。欲深い性格で、交渉の際には、口を開く度に相場を上げていく。

### 第7巻
『野獣王ターザン』
ベルタ・キルヒャー
実質的な本巻のヒロイン。ドイツ軍のスパイとして、何度もターザンと出会い、助けられる。
実はイギリス人で、ドイツへ差し向けられたスパイであることが最後に明かされる。本名はキャンビーもしくはキャンデー。
ハロルド・P・スミス
ゲスト・ヒーロー。イギリス空軍のパイロットで中尉。
ズーシャン
狂人ばかりの国家。元は地中海沿岸の国家から移住してきた。そのため、公用語がギリシャ語に似ている。孤立した環境で何千年も近親婚を繰り返した結果、精神に異常をきたした国民ばかりになっている。
オウムを恐れ、敬う一方、ライオンを番犬代わりにして飼っており、食用として飼育しているライオンもいる。
ザニア
アメリカ人で、ズーシャンの王妃。20歳の時に捕らえられ、以来40年に渡ってズーシャンの虜囚となっている。慣習上、王が交代すると王妃は受け継がれる。メタークという王子を産んでいる。
ハウプトマン・フリッツ・シュナイダー
ドイツ軍の大尉。グレイストーク農場をだまし討ちにした部隊の指揮官。臆病で傲慢な性格。
ターザンは間違えて、最初は彼の兄（シュナイダー少佐）を血祭りに上げている。
フォン・ゴス
シュナイダー大尉の部下の少尉。ターザンの復讐に遭う。
ウサンガ
ドイツ軍から脱走した黒人。階級は軍曹で、脱走部隊を率い、略奪を行っている。
ヌマ
ライオン。罠にかかったところをターザンに助けられる。その後、ターザンの目論見でドイツ兵を脅かした。特に名前はつけられていない。
- ワジンブ、ワジリ族についてはワジリ族と関係者を参照。

### 第8巻
『恐怖王ターザン』
パル・ウル・ドン
秘境に存在する、隔離された地域。有尾人の一族が2種類住んでおり、トリケラトプス（グリフ）も生き残っている。
グリフ
トリケラトプスの末裔。雑食で人間も捕食する。夜行性だが、昼間でも行動できる。ほとんど体臭がないため、接近されてもターザンですら気がつかなかった。
執念深い性格で、一度狙った獲物にはしつこく付きまとう。反面、乗用として調教されたものもおり、上手くすれば乗りこなすことも可能（これによりターザンは窮地を脱した）。
- ジャック（コラク）については息子夫婦とその関係者を参照。

パル・ウル・ドンの言語は、当該巻以外では訪れないにもかかわらず、詳細に設定されている。膨大なので一部のみ記載する。
パル・ウル・ドンの言語
グル - 恐ろしい。
ジャ - ライオン。
ジャド - その。
ターザン・ジャド・グル - 「恐ろしい男ターザン」（「恐怖の王者ターザン」）。
ドン - 人間。
バル - 黄金。
- ターザンがパル・ウル・ドンからの帰りに拾った子ライオンにつけた「ジャド・バル・ジャ」は、「黄金のライオン」の意味になる。

### 第9巻
『ターザンと黄金の獅子』
- ムヴィロ、ウスラ、キーワジ、ワジリ族についてはワジリ族と関係者を参照。
- ジャド・バル・ジャについては動物のパートナーを参照。
- ラー、カジについてはオパル人を参照。
- ジャック（コラク）、メリームについてはターザンの家庭を参照。

### 第10巻
『ターザンと蟻人間』
- ジャック（コラク）、メリーム、孫息子についてはターザンの家庭を参照。

### ターザンの双生児
少年向け作品で、ターザンの遠縁に当たる2人の少年、ディックとドックが主人公となる。"The Tarzan Twins"（第11章まで）と"Tarzan and The Tarzan Twins with jad-bal-ja the Golden Lion"（第12章以降）の2作からなる。実質的に2作に共通して登場するのは、他にはターザン（脇役に近い扱い）のみ。
ディック
イギリス生まれの少年で、髪の色が黒いところから「ターザン・ゴ（黒）」と呼ばれる。「ターザンの双子」の一人。
ドックとは母同士が双子で、そのため2人もよく似ている。ディックの母はイギリス人と結婚し、イギリスへ移り住んだ。ディックの父が、ターザンの遠縁に当たる。
14歳の時、2人はイギリスの名門校に入ったが、ターザンの遠縁と判ると、髪の色が黒いディックは「ターザン・ゴ」、彼より明るいドックは「ターザン・タル（白）」とあだ名された。しかし、運動神経の鈍さから、それが揶揄となっており、2人は発奮してあだ名に相応しい運動能力を獲得した（木登りも得意）。しかし、学業は余り芳しくない。
冒険に出て早々、木から木へ飛び移る技術を覚える羽目となった。後に生肉も食べることになる。
第1部では、偶然とはいえ、ライオンを槍で仕留めている。戦利品として、尻尾を切り取り、携帯した。弓は性格に合わないと主張する。
第2部ではオパル人の捕虜となり、炎の神への生贄にされそうになる。
ドック
アメリカ生まれの少年。髪の色はキャラメル色で、ディックより明るいため、「ターザン・タル」と呼ばれる。「ターザンの双子」の一人。
手品が得意で、これを使って人食い人種を煙に巻いた。一方、フランス語は相手に通用しないほど下手。
第2部では弓を使い、オパル人に逆襲していく。
"The Tarzan Twins"編
ゾビンガ
バガラ族の戦士。バガラ族は、ウガラ地方で最も強大な部族で人食い人種。ディックとドックは偶然、迷い込み、そのまま捕虜となった。
ガラ・ガラ
バガラ族の酋長。欲深い性格で、ディックとドックの衣服を取り上げた。仕返しとして、ドックは万年筆を「飲み物」と教え、インクを飲ませた。
インタモ
バガラ族のまじない師。ドックの手品をインチキと疑ったが、逆にやり込められる。
パァブ
バガラ族の少年。一旦はドックらを殺そうとしたが、その報復としてナイフを頭の中に仕込む、という手品を仕掛けられる。インチキと疑ったインタモのため、頭を割られようとしたが、ドックの機転でインタモの頭に仕込んだ（手品で）。
命を救われたため、ドックらに恩義を感じ、ブララの処刑を少年たちに密告した。
ブララ
ピジン英語を話す黒人。バガラ族の捕虜。ディックとドックに自分達の言語を教える（バガラ族ともほぼ同じ）。
無知で迷信深いが、純朴で友情には厚い。
ウクンド
ピグミー族。バガラ族の捕虜。成人だが、ディックらの肩より身長が低い。
頭が良く、ジャングルの知識に豊富。
- ムヴィロ、ワジリ族についてはワジリ族と関係者を参照。

"Tarzan and The Tarzan Twins with jad-bal-ja the Golden Lion"編
グレートヘン（クラー）
ドイツ人の少女で金髪。グルムらに捕らえられ、クラー（「新しいラー」という意味）として女性司祭長にされそうになった。
英語を話すことができる。また、2ヶ月の間に、オパル人（類人猿）の言語を習得している。
グルム
オパル人の男性で司祭。カジの追従者だったが、ラーが復権したため（第9巻）、20人の部下を率い、オパルから逃走した。
最後はジャド・バル・ジャに襲われ、死亡。残りの男たちは、ターザンに諭されてオパルへと帰った。
ウルプ
グルムの部下。最も嫌われているため、最初に生贄に選ばれそうになった。クラーを快く思わず、ライオンに襲わせようとした。
ドックに追撃され、弓で射られて死亡。
カール・フォン・ハーベン
グレートヘンの父。ウランビ地方の宣教師で博士。ターザンも「立派な業績」と称えている。グレートヘン捜索中、ターザンとジャド・バル・ジャに遭遇する。
- ジャド・バル・ジャについては動物のパートナーを参照。
- ラー、カジ、オパル人についてはオパル人を参照。

### ジャングルの帝王ターザン
ハヤカワ文庫からは未刊。河出書房版は『密林の王者ターザン』（1955年）。

### ターザンと失われた帝国
ウィラムワジ山
本作の舞台。ローマ帝国の植民地が残っており、こちらも東西の2つに分裂している（東がカストルム・マーレ、西がカストラ・サングィナリウス）。公用語はラテン語。
次作でペルシダーに乗り込む直前、新素材であるハーベナイトという金属を産出することが判り、改めてターザンらが出向いているが、その冒険譜は省略されている。
- ムヴィロ、ワジリ族についてはワジリ族と関係者を参照。
- ンキマについては動物のパートナーを参照。

### 地底世界のターザン
創元版は『ターザンの世界ペルシダー』。ペルシダー・シリーズの第4巻を兼ねており、前作『戦乱のペルシダー』（創元版は『海賊の世界ペルシダー』）の続きとなっている。
ペルシダー
本作の舞台。地球の内部にある、空洞世界。
デヴィッド・イネス
創元版ではディヴィッド・イネス。ペルシダー・シリーズの主人公でアメリカ人。翼竜から進化したマハールからペルシダー人を解放し、ペルシダー帝国を築いて皇帝に就任した。
前作で、新たな敵、コルサール人の捕虜となる。彼を救うのが、本作のメイン・テーマとなっている。本作での出番は極めて短く、実質的には登場しない。
アブナー・ペリー
デヴィッドの友人であり、技術者でもある老人。ペルシダー帝国にライフルや帆船をもたらした。前作でデヴィッドの窮地を伝え、以後はサリ（ペルシダー帝国の実質的な首都）で艦隊を建造していた。直接は登場しない。
ジェイスン・グリドリー
本作のゲスト・ヒーロー。ペルシダー・シリーズの前作では、冒頭と最後のみの出番に留まった。ペリーの通信相手。
グリドリー波の発見者であり、グリドリー波はペルシダーのみならず、バルスームとの通信にも使われている（火星シリーズ第7巻『火星の秘密兵器』、第9巻『火星の合成人間』）。金星シリーズ第1巻『金星の海賊』の序盤に、わずかながら登場し、後述のフォン・ホルストの生存を連絡している。
本作では、デヴィッド救出に名乗りを上げ、計画を練り、隊長にターザンをスカウトした。飛行船0-220号は、ターザン（と、前作のゲスト・ヒーローであるエリッヒ・フォン・ハーベン）の御蔭で新素材ハーベナイトで建造され、予想以上の扱いやすさを示した。
しかし、まずターザンが、自身を過信して遭難（ペルシダーでは太陽は動かず、星空もないため、方向を見失った）、グリドリーやワジリ族（ムヴィロ以下、10名）も二次遭難し、デヴィッド救出どころではなく、終盤まで本筋から離れた行動となった。
フォン・ホルスト
飛行船0-220号の乗組員（航空士）。彼のみ、最後まで消息不明となった。グリドリーは責任を感じ、彼を探すために残留を志願する。しかし、後日、語られたところでは、ターザンらが「デヴィッドが、ペルシダー人で構成した捜索隊を組織する方が効果的」と説得したため、グリドリーは0-220号で地上に戻った。
フォン・ホルストは、ペルシダー・シリーズの次巻『栄光のペルシダー』（創元版は『石器の世界ペルシダー』）で主人公を務め、最終的にはデヴィッドと出会い、サリ行きを勧められている。答えは明らかにされていないが、彼の妻であるロ・ハール族のラ・ジャはサリに移住したようなので（第7巻『ペルシダーに還る』。創元版は『美女の世界ペルシダー』）、ホルストもサリに住んでいると思われる。
ジャナ
本作のヒロイン。＜ゾラムの赤い花＞と呼ばれる美女。グリドリーと結ばれる。彼女もサリ行きを志願したが、実際はグリドリーと地上に向かったと思われる（第6巻で、ゾラム族のズォル（創元版はゾール）が「ジャナは恋人と別世界へ行った」と説明している）。
ソアという兄がおり、彼はターザンと行動を共にしている。
タル・ガシュ
サゴス族（ゴリラ人間、と説明されている）の一員で、一時期、ターザンと行動を共にした。
名前の意味は「白い牙」。マンガニの言葉を使っており、その偶然にターザンは興味を覚えた。
ズップナー
飛行船0-220号の船長を務める。部下には、フォン・ホルストの他、彼と同じ航空士にドルフ、操縦士にはハインズ中尉などがいる。
コルサール人
エル・シドを頭領とする海賊国家。デヴィッドの推測では、北極の穴を通ってきた地上人の末裔。意味はコルセアが語源、と作中では思われている。帆船とマスケット銃を使い、人海戦術で押し立てる。
前作では、マハールを狩り立て、エル・シド以下、幹部クラスも登場したが、本作では無関係の人物のみしか直接には登場していない。
アノロックのジャ
本名はジャのみだが、通り名として出身地をつけて「アノロックのジャ」と呼ばれることが多い。海洋民族（島で生活している）であり、ペルシダー帝国では海軍提督。ペリーの建造した艦隊を率い、コルサールを目指していたところ、ターザンらと合流。すぐに飛行船O-220号とも合流し、デヴィッドを無血で解放させる。
- ムヴィロ、ワジリ族についてはワジリ族と関係者を参照。

### 無敵王ターザン
- ラーについてはオパル人を参照。
- ジャド・バル・ジャ、ンキマについては動物のパートナーを参照。

### ターザンと黄金都市
- ジャド・バル・ジャ、ンキマについては動物のパートナーを参照。

### ターザンとライオン・マン
- ジャド・バル・ジャについては動物のパートナーを参照。

### ターザンの追跡
未訳。

### ターザンと外人部隊
ハヤカワ文庫からは未刊。宝文館から同題の出版物（1956年）があるが、これは第2巻を翻訳したものであり本書とは異なる。

### 勝利者ターザン
「ターザンと難船者」、「ターザンとチャンピオン」、「ターザンとジャングルの殺人者」の3編からなる。